# 2571 Geisei
2571 Geisei је астероид главног астероидног појаса чија средња удаљеност од Сунца износи 2,228 астрономских јединица (АЈ).
Апсолутна магнитуда астероида је 13,0.